# Barbara Halska
Barbara Halska (ur. 18 września 1935 w Nowym Sączu, zm. 12 lutego 2020) – polska pianistka, kameralistka i pedagog.

## Życiorys
Absolwentka Państwowej Wyższej Szkoły Muzycznej w Warszawie (1959). Pedagog tej uczelni, profesor sztuk muzycznych (1991). Pomysłodawczyni i dyrektor artystyczna Międzynarodowego Konkursu Duetów Fortepianowych w Białymstoku oraz Międzynarodowych Kursów Interpretacji Muzycznej i Festiwalu „Wakacje z Muzyką” w Nowym Sączu.
Brała udział w nagraniu płyty Piotr Moss – Symphonie concertante for flute, piano and orchestra, Adagio III, Portraits – Concerto for piano and orchestra (DUX) nominowanej do Nagrody Muzycznej Fryderyk 2012 w kategorii Album Roku Muzyka Współczesna.
W 2008 nagrodzona Srebrnym Medalem „Zasłużony Kulturze Gloria Artis”, a w 2011 odznaczona Krzyżem Kawalerskim Orderu Odrodzenia Polski.